# Emil Aarestrup
Emil Aarestrup (Koppenhága, 1800. december 4. – Odense, 1856. július 21.) dán költő.

## Élete
1827-ben telepedett le Livland szigetén, mint gyakorló orvos. 1849-ben Odente városában kórházi főorvos lett.

## Munkássága
Első költeményei már 1838-ban megjelentek, azonban csak halála után lett ismert és elismert költő. Aarestrup egyike Dánia legjelesebb lírikusainak; költeményeit ritka hév és erő, ugyanakkor valódi művészeti forma jellemzik.
Különösen lenyűgözőek azon költeményei, amelyekben a női nem szépségét és a nő hatalmát énekli meg.

## Művei
- Samlede Digte (összes költeménye) 1877 (Liebenberg kiadásában, (Koppenhága), Brandes jellemzésével.